# Мелике Ипек Ялова
Мелике Ипек Ялова (родена на 29 април 1984 г.) е турска актриса. Тя е и дъщеря на бившия държавен министър Юксел Ялова.
След като изучава международни комуникации в университета Билкент, Ялова учи международна политика и управление на кризи в университета Сапиенца в Рим . Дебютира като актриса през 2011 г., с повтаряща се роля в турската историческа драма Muhteşem Yüzyıl, в която изобразява кастилска принцеса на име Изабела. Между 2012 – 2015 г. има водеща роля в драматичния сериал „ Карадайъ“. Следват кратки роли в сериалите Hayat Şarkısı , Çember и İnsanlık Suçu. На следващата година изпълнява главната роля в сериала ATV Bir Zamanlar Çukurova.

## Филмография
| Година      | Заглавие              | Роля              | Бележки             | Мрежа            |
| ----------- | --------------------- | ----------------- | ------------------- | ---------------- |
| 2011 г.     | Muhteşem Yüzyıl       | Изабела Фортуна   | телевизионен сериал | Покажи телевизия |
| 2012 – 2015 | Карадайъ              | Айтен             | телевизионен сериал | ATV              |
| 2016 г.     | Хаят Чаркишъ          | Сузи              | телевизионен сериал | Канал Д.         |
| 2017 г.     | Ноември               | Лейла             | телевизионен сериал | Star TV          |
| 2018 г.     | Може ли Феда          | Доктор Шехер      | Филм                | Н/Д              |
| 2018 г.     | İnsanlık Suçu         | Джевхер Акишък    | телевизионен сериал | Канал Д.         |
| 2019 -      | Бир Заманлар Чукурова | Мюджган Хекимоглу | телевизионен сериал | ATV              |